# La Tagnière
La Tagnière ist eine französische Gemeinde mit 207 Einwohnern (Stand: 1. Januar 2022) im Département Saône-et-Loire in der Région Bourgogne-Franche-Comté. Die Gemeinde gehört zum Arrondissement Autun und zum Kanton Autun-2 (bis 2015: Kanton Mesvres).

## Geografie
La Tagnière liegt etwa 19 Kilometer südsüdwestlich vom Stadtzentrum von Autun. Im südöstlichen Gemeindegebiet verläuft das Flüsschen Pontins (hier auch noch Bouillotte genannt), das zum Arroux entwässert. Umgeben wird La Tagnière von den Nachbargemeinden Étang-sur-Arroux im Norden, La Chapelle-sous-Uchon im Nordosten, Uchon im Osten, Charmoy im Osten und Südosten, Saint-Eugène im Süden und Südosten, Dettey im Süden und Südwesten sowie Saint-Nizier-sur-Arroux im Westen und Nordwesten.

## Bevölkerungsentwicklung
| Jahr                      | 1962 | 1968 | 1975 | 1982 | 1990 | 1999 | 2006 | 2013 | 2019 |
| Einwohner                 | 411  | 373  | 305  | 293  | 274  | 227  | 272  | 241  | 215  |
| Quelle: Cassini und INSEE |      |      |      |      |      |      |      |      |      |

## Sehenswürdigkeiten

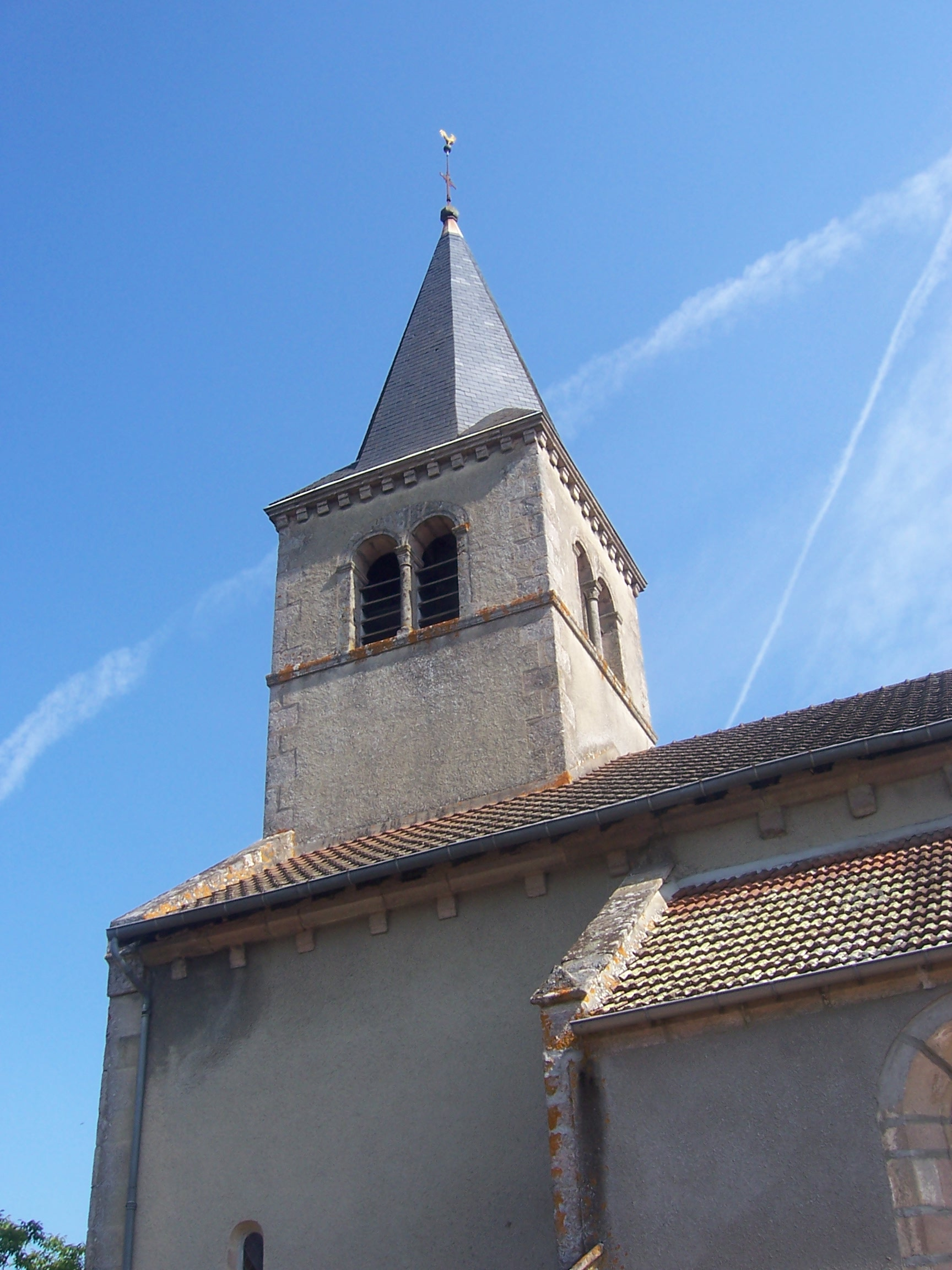
Kirche Saint-André

- Kirche Saint-André
- Schloss Bussière
- Schloss Champignolle
- Schloss Trélague

## Gemeindepartnerschaften
Mit der italienischen Gemeinde Collalto Sabino in der Provinz Rieti (Latium) besteht eine Partnerschaft.